# Trifosfato de desoxiadenosina
O trifosfato de desoxiadenosina (dATP) é um nucleotídeo usado nas células para a síntese (ou replicação) de DNA, como substrato da DNA polimerase.
O trifosfato de desoxiadenosina é produzido a partir do DNA pela ação da nuclease P1, adenilato quinase e piruvato quinase.

## Efeitos na saúde
Altos níveis de dATP podem ser tóxicos e resultar em função imunológica prejudicada, uma vez que o dATP atua como um inibidor não competitivo para a enzima de síntese de DNA ribonucleotídeo redutase. Pacientes com deficiência de adenosina desaminase (ADA) tendem a ter concentrações intracelulares elevadas de dATP porque a adenosina desaminase normalmente reduz os níveis de adenosina convertendo-a em inosina. A deficiência desta desaminase também causa imunodeficiência.
Na miosina cardíaca, o dATP é uma alternativa ao ATP como substrato energético para facilitar a formação de pontes cruzadas.